# Ydes
Ydes ist eine französische Gemeinde mit 1633 Einwohnern (Stand 1. Januar 2022) im Département Cantal in der Region Auvergne-Rhône-Alpes; sie gehört zum Arrondissement Mauriac und zum Kanton Ydes.

## Geographie
Die Gemeinde liegt in den nordwestlichen Ausläufern des Monts-du-Cantal-Massivs, rund 20 Kilometer nordwestlich von Riom-ès-Montagnes und 18 Kilometer nordöstlich von Mauriac, im Grenzbereich zum benachbarten Département Corrèze der Region Limousin. Nachbargemeinden von Ydes sind:
- Madic im Norden,
- Saignes im Osten,
- Sauvat im Süden,
- Bassignac im Südwesten und
- Champagnac im Westen.

Das Gemeindegebiet wird von Nordost nach Südwest vom Fluss Sumène durchquert, der etwa 15 Kilometer weiter in den Oberlauf der Dordogne einmündet. Die Départementsstraße D922, die von Mauriac nach Clermont-Ferrand verläuft, erschließt verkehrstechnisch die Gemeinde.

## Geschichte
Archäologische Funde bezeugen eine gallo-römische Ansiedlung mit Bädern in der Gegend des heutigen Weilers Ydes-Bourg, der über lange Epochen den Hauptort der Gemeinde darstellte. Im 12. Jahrhundert wurde hier eine Kommende des Templerordens errichtet, deren Kirche sich noch heute in ausgezeichnetem Zustand befindet und als hervorragendes Beispiel romanischer Kunst gilt.
Der Marktflecken von Ydes-Bourg blieb weitgehend ein ländliches Dorf, das im Schutz der Festung Château du Châtelet lag, die im 15. Jahrhundert errichtet wurde.
Mit der industriellen Revolution erhielt das Vorkommen von Steinkohle im Gemeindegebiet große Bedeutung. Wurde der Abbau bis dahin von wenigen Einwohnern auf handwerkliche Art betrieben, wurde ab dem Ende des 19. Jahrhunderts die Kohleförderung industrialisiert. Zu diesem Zweck wurde der Weiler L'Hôpital radikal zu einem belebten und Handel treibenden kleinen Marktflecken umgewandelt, der bald die Funktion des Gemeindezentrum von Ydes-Bourg übernahm.
Nach weniger als einem Jahrhundert wurde die Kohle weitgehend vom Erdöl abgelöst und die Kohlenminen von Ydes wegen mangelnder Nachfrage und unzureichender Qualität im Jahr 1959 geschlossen. Arbeitersiedlung, Werksanlagen und Transporteinrichtungen sind teilweise heute noch sichtbar. Auf der ehemaligen Bahntrasse wurde ein touristischer Radweg (Piste Verte) angelegt.

### Bevölkerungsentwicklung
| Jahr                       | 1968 | 1975 | 1982 | 1990 | 1999 | 2009 | 2016 |
| Einwohner                  | 2037 | 1970 | 1980 | 1965 | 1931 | 1854 | 1738 |
| Quellen: Cassini und INSEE |      |      |      |      |      |      |      |

## Wirtschaft
Trotz des Niederganges der Kohleförderung ist Ydes auch aktuell noch industriell geprägt. Die bedeutendsten Vertreter sind in der Möbelproduktion (Groupe Lapeyre) und in der Kautschukindustrie für Autoreifen (Sacatec Industrie) tätig.

## Sehenswürdigkeiten
- Kirche Église Saint Georges aus dem 12. Jahrhundert im Weiler Ydes-Bourg, Monument historique[1]
- Festung Château du Châtelet, Turm aus dem 15. Jahrhundert, im Weiler Montfouilloux
- Schloss Château de Trancis aus dem 19. Jahrhundert, im Weiler Trancis, Monument historique[2]

## Partnergemeinde
- Sant Joan les Fonts in Spanien